# Yang Manchun
 (août 2025).
Si vous disposez d'ouvrages ou d'articles de référence ou si vous connaissez des sites web de qualité traitant du thème abordé ici, merci de compléter l'article en donnant les références utiles à sa vérifiabilité et en les liant à la section « Notes et références ».
Yang Manchun (hangeul : 양만춘 ; hanja : 楊萬春) est un militaire coréen du VIIe siècle, combattant pour le royaume de Koguryŏ. Lors de la première campagne de la Guerre Koguryo–Tang, il est crédité pour avoir tenu le siège de la forteresse d'Ansi, empêchant ainsi les troupes Tang de pousser plus loin leur invasion,.